# كوفنتري (رود آيلاند)
كوفنتري (بالإنجليزية: Coventry)‏ هي بلدة تقع في مقاطعة كينت بولاية رود آيلاند في الولايات المتحدة. تبلغ مساحتها 161.5 (كم²)، وترتفع عن سطح البحر 129 م، بلغ عدد سكانها 35014 نسمة في عام 2010 حسب إحصاء مكتب تعداد الولايات المتحدة وتصل الكثافة السكانية فيها 227.1 نسمة/كم2.

## توأمة
لكوفنتري (رود آيلاند) اتفاقيات توأمة مع:
- كوفنتري (1971 - )[7]

## أعلام
- هنري بوين انتوني
- ماكس إسكس
- ويليام أرنولد أنتوني
- فرد كوري
- إليشا هاريس

## وصلات خارجية
- http://www.coventryri.org/
- The US50 - Cities and Towns in Rhode Island State
- Rhode Island Cities and Towns, Facts, Map, Flag, Colleges, Government, and More